# Gallinae Albae
Gallinae Albae era un toponimo dell'antica Roma citato nei Cataloghi regionari nella VI regione augustea e nella IV regione ecclesiastica.

## Ubicazione
Probabilmente il toponimo identificava in origine un incrocio situato sul margine sudorientale del Viminale, lungo l'odierna Via Panisperna, nei pressi della chiesa di San Lorenzo in Panisperna.
In seguito il nome fu utilizzato per indicare l'intero quartiere e forse la stessa via Panisperna; il toponimo sopravvisse nella denominazione della chiesa di San Sisto in Gallina Alba (non più menzionata dopo l'inizio del XV secolo) e nel nome della torre Gallina Alba (nota anche come torre Carano), torre medievale (XIII secolo) probabilmente di proprietà della famiglia Capocci, che si trova nel giardino dell'Istituto centrale per il restauro e la conservazione del patrimonio archivistico e librario.
Da questo quartiere proveniva papa Giovanni XV, nato Giovanni di Gallina Alba e vissuto nel X secolo.